# Cryptoscatomaseter caccabatus
Cryptoscatomaseter caccabatus är en skalbaggsart som beskrevs av Robert Warner och Paul E.Skelley 2006. Cryptoscatomaseter caccabatus ingår i släktet Cryptoscatomaseter och familjen Aphodiidae. Inga underarter finns listade i Catalogue of Life.